# Ficus otophora
Ficus otophora är en mullbärsväxtart som beskrevs av Edred John Henry Corner och Guillaum.. Ficus otophora ingår i släktet fikonsläktet, och familjen mullbärsväxter. Inga underarter finns listade i Catalogue of Life.